# Louis Philippe de Bombelles
Louis Philippe de Bombelles (født 1. juli 1780 i Regensburg, død 7. juli 1843 i Wien) var greve og Østrigs diplomat i Danmark 1814-16. Han var gift med Ida de Bombelles, født Brun.
Han var født 1780 i Regensburg som søn af den franske adelsmand, markis Marc Marie de Bombelles (1744-1822) og baronesse Angelique Macaku, blev opdraget i Neapel og var en kort tid officer her, men indtrådte senere i det østrigske diplomati og blev 1804 attaché under Metternich i Berlin. 1813 var Bombelles chargé d'affaires i Berlin og 1814-16 gesandt i København, hvor han ægtede Ida Brun. Han forflyttedes derfra til Dresden, hvor hans hus blev et midtpunkt for byens selskabelige og særlig musikalske liv. 1819 deltog han i Karlsbad-kongressen og hævdede her strenge forholdsregler imod frihedsmændene; senere var han gesandt ved flere italienske hoffer og til sidst (1837) i Bern. Han døde 1843 i Wien.